# 先锋街道 (巴彦淖尔市)
先锋街道，是中华人民共和国内蒙古自治区巴彦淖尔市临河区下辖的一个乡镇级行政单位。

## 行政区划
先锋街道下辖以下地区：
新明社区、新光社区、新源社区、新丰社区和新顺社区。